# Karl Weingand
Karl Weingand (* 5. Dezember 1882 in Straßburg; † 15. September 1969 in Stuttgart) war ein deutscher Bankkaufmann und Modellbauer.

## Leben
Karl Weingand machte eine Lehre zum Bankkaufmann und war bis zu seiner Pension 1948 in diesem Beruf tätig. Er heiratete 1914 Emma Schliz aus Tettnang († 1956), mit der er fünf Kinder bekam.
Die Eheleute bauten das Modell von Alt-Stuttgart, welches im Jahre 1955 bei der Landesausstellung am Killesberg präsentiert wurde. 1956 beauftragte die Stadt Heilbronn Karl Weingand, bis Ende 1961 für ein Entgelt von 40.000 DM ein Modell der Stadt anzufertigen. 1963 wurde das fertiggestellte Modell im Foyer des Rathausanbaus an der Lohtorstraße, ab 1976 dann im Deutschhof gezeigt. Es befindet sich heute im Haus der Stadtgeschichte.
Weingand fertigte mehrere hundert Scherenschnitte an, von denen sich ein Teil im Stadtarchiv Heilbronn befindet. Zu seinem 125. Geburtstag wurden 2007/08 einige davon in einer Treppenhaus-Ausstellung des Stadtarchivs Heilbronn präsentiert.

## Rezeption
Das Weingandsche Heilbronner Stadtmodell wird in mehreren jüngeren Heilbronner stadtgeschichtlichen Publikationen mit Hinweis auf seine Urheber erwähnt, so von Christhard Schrenk in Von Helibrunna nach Heilbronn oder in Heilbronn historisch! Entwicklung einer Stadt am Fluss. Der Filmemacher Hajo Baumgärtner erstellte 2005 mittels Fahrten einer Minikamera durch das Stadtmodell von Karl und Emma Weingand einen virtuellen Stadtspaziergang durch Heilbronn um 1800 für die Geschichtsausstellung im Stadtarchiv.